# Piatrawiczy
Piatrawiczy (biał. Пятравічы; ros. Петравичи, Pietrawiczy; pol. hist. Pietrowicze) – wieś na Białorusi, w obwodzie homelskim, w rejonie kormańskim, w sielsowiecie Starahrad, nad Dobryczą i przy drodze republikańskiej R30.

## Historia
W XIX i w początkach XX w. położone były w Rosji, w guberni mohylewskiej, w powiecie rohaczewskim, w gminie Dowsk. Następnie w granicach Związku Sowieckiego. Od 1991 w niepodległej Białorusi.